# نهر آباكان

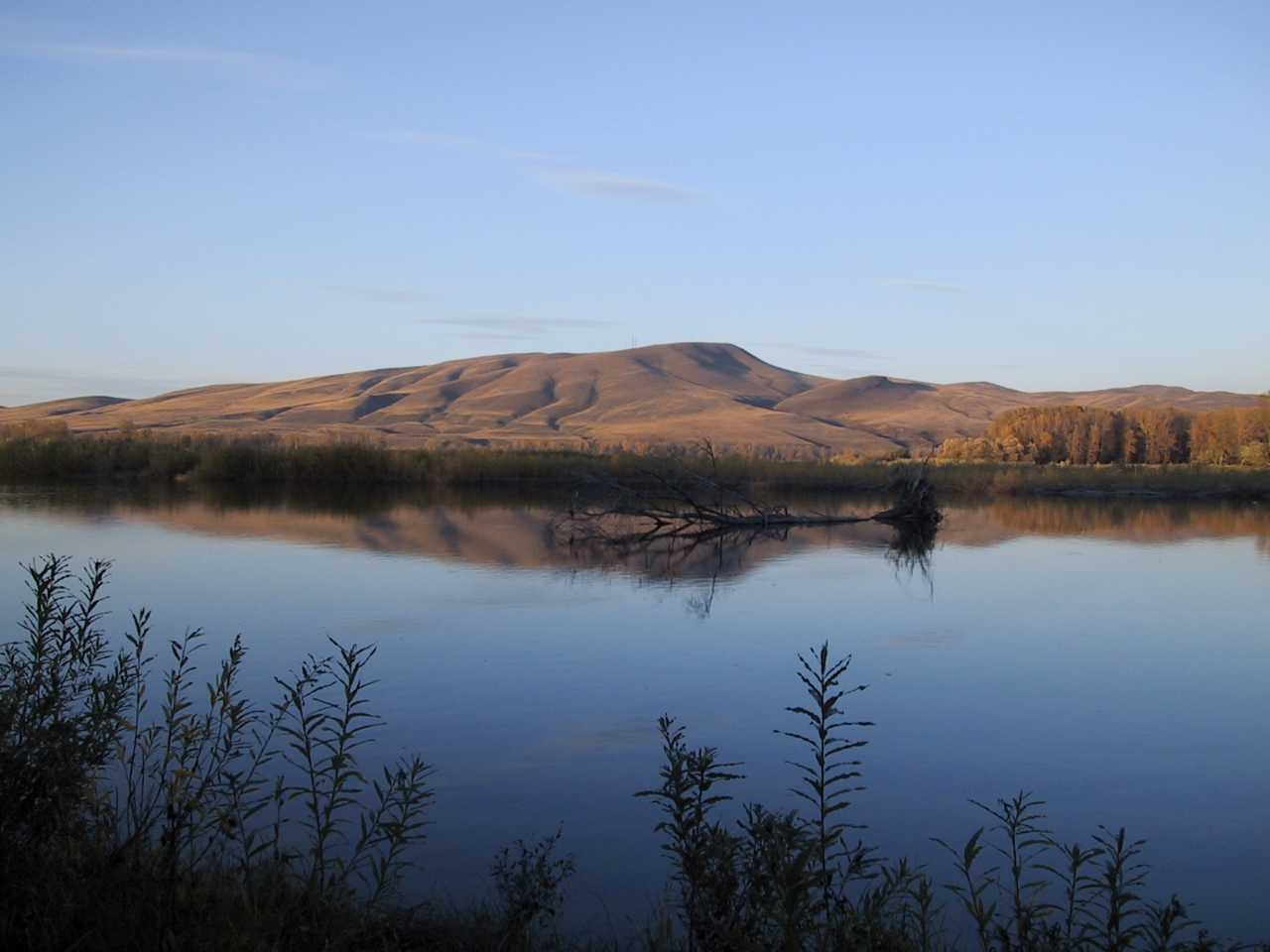
نهر آباكان

نهر آباكان (بالروسية: Абака́н) هو نهر يبدأ من جبال آلتاي في إقليم خاكاس في الجزء الجنوبي من وسط روسيا ، ويجري شمالاً بشرق ليلتقي بنهر ينيسي.
طوله 319 ميلاً (514 كيلو متراً).